# Michael Curran-Dorsano
Michael Curran-Dorsan, es un actor y escritor estadounidense quien actualmente interpreta a Gator en la serie The Last Ship.

## Biografía
Estudió en el "Edina High School".
Michael asistió al "Juilliard School" donde recibió una licenciatura en bellas artes en drama de donde se graduó en el 2012.

## Carrera
Michael apareció en un comercial para Hightail.
En el 2014 obtuvo su primer papel importante en la televisión cuando se unió al elenco recurrente de la primera temporada de la serie The Last Ship donde interpreta al teniente John "Gator" Mejia, uno de los navegadores del USS Nathan James, hasta ahora.

## Filmografía

### Series de televisión
| Año             | Título        | Personaje              | Notas        |
| --------------- | ------------- | ---------------------- | ------------ |
| 2014 - presente | The Last Ship | Lt. John "Gator" Mejia | 26 episodios |

### Películas
| Año  | Título                  | Personaje     | Notas                                                                      |
| ---- | ----------------------- | ------------- | -------------------------------------------------------------------------- |
| 2014 | Dad                     | Adam Andruzzi | corto - junto a Tony Campisi y Gabriella Grier                             |
| 2014 | The Yearbook Detectives | Fro-Yo        | corto - junto a Ed Goodman, Gabriella Grier, Brian N. Taylor y Mark Weiler |
| -    | So Nova                 | Arthur        | -                                                                          |

### Escritor
| Año  | Título               | Notas                         |
| ---- | -------------------- | ----------------------------- |
| 2017 | Clockwork Chronicles | episodio "Top Hats and Tails" |

### Teatro
| Año  | Título                    | Personaje     | Director (a)     | Notas                                                                          |
| ---- | ------------------------- | ------------- | ---------------- | ------------------------------------------------------------------------------ |
| 2012 | Brighton Beach Memoirs    | Stanley       | Stephen Woolf    | junto a Ryan DeLuca, Tony Campisi, Christianne Tisdale, Aly Viny y Lori Wilner |
| -    | Land of the Dead          | John Rice     | Amy Rummenie     | -                                                                              |
| -    | 10-Speed Revolution       | Max           | John Hembuch     | -                                                                              |
| -    | All My Sons               | Chris Keller  | Harris Yulin     | -                                                                              |
| -    | A Midsummer Night's Dream | Lysander      | Andrew Borba     | -                                                                              |
| -    | The World in the Moon     | Ecclitico     | Orlando Pabotoy  | -                                                                              |
| -    | Golden Boy                | Joe Bonaparte | Danny Goldstein  | -                                                                              |
| -    | The Seagull               | Trigorin      | Lucie Tiberghien | -                                                                              |
| -    | The Seduction Community   | Viktor        | Kip Fagan        | -                                                                              |
| -    | The Architecture of Loss  | Greg          | Tamara Fisch     | -                                                                              |
| -    | A Little Night Music      | Fredrik       | Claire Karpen    | -                                                                              |
| -    | The Girl from Maxims      | Corignon      | Moni Yakim       | -                                                                              |

## Premios y nominaciones
| Año  | Categoría  | Premio                                 | Nominación | Resultado |
| ---- | ---------- | -------------------------------------- | ---------- | --------- |
| 2009 | Best Actor | Combatant SAFD National Workshop Award | -          | Ganó      |